# Judith D. Sally
Judith Donovan Sally (Manhattan, Nueva York, 23 de marzo de 1937-Chicago, 28 de enero de 2024) fue una matemática estadounidense, profesora emérita en la Universidad del Noroeste. Su área de especialización es el álgebra conmutativa.

## Carrera
Sally obtuvo su doctorado en matemáticas en la Universidad de Chicago en 1971 bajo la dirección de Irving Kaplansky, con una tesis titulada Regular Overrings of Regular Local Rings. En 1972, se unió como profesora a la Universidad del Noroeste.
En 1977, recibió una beca Sloan. En 1995, fue invitada a impartir la Noether Lecture de la Asociación de Mujeres en Matemáticas en reconocimiento a sus contribuciones a las matemáticas. Ha publicado varios libros sobre educación en matemáticas junto a su marido, Paul Sally, profesor de la Universidad de Chicago.

## Publicaciones destacadas
- Sally, Judith (1978). Numbers of generators of ideals in local rings. New York: M. Dekker. ISBN 0-8247-6645-8.
- Sally, Judith (2003). Trimathlon: A Workout Beyond the School Curriculum. AK Peters, Ltd. ISBN 978-1-56881-184-0.
- Sally, Judith (2007). Roots to Research: A Vertical Development of Mathematical Problems. Providence: American Mathematical Society. ISBN 978-0-8218-4403-8.